# José dos Campos Bicudo
José dos Campos Bicudo foi um sertanista brasileiro.

## Biografia
Estudado por Silva Leme no volume IV página 195 de sua «Genealogia Paulistana». Os dois irmãos eram filhos de um reinol, Fiipe de Campos Brandemburgo, e de Margarida Bicudo. José nasceu em Parnaíba em 1657.
Bernardo casou em Itu em 1689 com Benta Dias d Proença. Sertanistas, nos primeiros tempos os dois descobriram ouro.
Com o genro de José, Antônio Rodrigues Velho, partiram para o sertão na bandeira chefiada por Domingos Rodrigues do Prado, para descobrir as minas do sertão do São Francisco - forçados a arranchar ao pé do corrego do Careru, notaram ali as areias de ouro de Pitangui. Bernardo será capitão-mor de Pirangui, onde morreu.
Na busca das minas em sertões do São Francisco, seguiam um roteiro (seriam as minas de ouro de Paracatu, reveladas em 1744?) conhecido pelo velho que os guiava mas morreu, picado de cobra, nas margens do rio Cajerú. A terra, ali revolvida pelos tatus, brilhava com folhetas de ouro; provas de excelente resultado entre os córregos do Cajuru e Verissimo. Espalha-se a bandeira.
Os irmãos Bicudo encontraram rico aluvião à flor da terra, grossas folhetas de ouro, daí que batizam o local de Batatal; acharam-se depois aluviões importantes no Morro do Descoberto, ribeiros do Brumado, São João, Guarda, São Joanico, etc. e a zona encheu-se de Paulistas mineiros, denominando-se Pitangui, ou rio das crianças, porque índios do rio Pará, ali perto, fugiram desbaratados deixando crianças de colo na taba.
Neste arraial do Pitangui passou a dominar Domingos Rodrigues do Prado, em luta incessante com autoridades de Sabara a que se recusou submissão. Acabaria fugindo em 1719 para o sertão, reaparecendo nas descobertas de Goiás. Pitangui vai ser centro expedidor de outras bandeiras em busca de nascentes do São Francisco e de supostas minas, como as que chegaram às margens do rio Parnaiba e Dourados, descobrindo pintas nos rios Pará, Indaiá, Abaeté, e algumas outras dizimadas por índios ou por quilombos de negros.
O governador D.Brás Baltazar da Silveira, porém, comunicará ao rei em 1717 que Pitangui fora descoberta por carijós que, às ocultas dos senhores, tiravam ouro do lugar chamado Batatal...